# Neoscopelus
Genre
Neoscopelus est un genre de poissons téléostéens (Teleostei).

## Liste d'espèces
Selon ITIS:
- Neoscopelus macrolepidotus Johnson, 1863
- Neoscopelus microchir Matsubara, 1943
- Neoscopelus porosus Arai, 1969